# فأر غرب المتوسط
فأر غرب المتوسط أو فأر جزائري (الاسم العلمي: Mus spretus) (بالإنجليزية: Western Mediterranean Mouse)‏ هو نوع من الحيوانات يتبع جنس الفأر من الفصيلة الفأرية.